# بيري ريتشاردسون
بيري ريتشاردسون (بالإنجليزية: Perry Richardson)‏ هو موسيقي أمريكي، ولد في 7 يوليو 1963 في كونواي في الولايات المتحدة.

## وصلات خارجية
- بيري ريتشاردسون على موقع IMDb (الإنجليزية)
- بيري ريتشاردسون على موقع ميوزك برينز (الإنجليزية)